# Coimbatore
Coimbatore (en tamil: கோயம்பத்தூர், también conocido como Koyamuttur, Koyambattur o Koimbatore /ˌkɔɪmbəˈtɔːr/) es una ciudad de la India. Capital del distrito de Coimbatore, en el estado federal de Tamil Nadu. Por el número de habitantes, la ciudad se encuentra en la categoría I (100.000 personas o más) ya que el área urbana llega a 1.461.139 habitantes.
Coimbatore es famosa por su industria textil y también se conoce con el nombre de Koneyammanputhhur que significa lugar de nacimiento de la diosa, o incluso Kova (en tamil: கோவை). Coimbatore cuenta con un aeropuerto internacional.
Aunque sus orígenes son inciertos, se la nombra en la antigua literatura tamil (Silappathikaram) así como en los poemas del periodo Sangam, (siglo I).

## Geografía física
La ciudad está ubicada en las orillas del río Noyyal, cerca de la frontera con Kerala, y tiene una altitud de 379 m sobre el nivel del mar. 

## Demografía
En el censo de 2001 la población de Coimbatore ascendía a 923.085 personas, de los cuales 476.056 eran varones y 447.029 mujeres. Los niños de seis años o menores ascendían a 101.447, de los cuales 53.167 eran varones y 48.280 mujeres. Por último, saben leer y escribir 719.042, de los cuales 386.260 son varones y 332.782 mujeres.

## Ciudades hermanadas
- Esslingen am Neckar, Baden-Wurtemberg, Alemania.
- Toledo, Ohio, Estados Unidos.